# پیسدوردون
پیسدوردون (نام علمی: Pisdurodon) نام یک سرده از راسته چهاردندان‌سانان است.